# سعيد بازيري
سعيد بازيري (مواليد 30 سبتمبر 1951) هو ملاكم إيراني، مثّل بلاده في الألعاب الأولمبية الصيفية 1976.

## روابط خارجية
سعيد بازيري على موقع أوليمبيديا (الإنجليزية)